# Proyecto de Justicia Mundial
El Proyecto de Justicia Mundial (WJP por las siglas de su nombre en inglés, World Justice Project) es una organización internacional de la sociedad civil que declara tener la misión de «trabajar para extender el imperio de la ley en el mundo».
El WJP funciona a través de 3 programas —Investigación y becas, Compromiso e Índice de imperio de la ley. El WJP busca una mayor concienciación pública sobre la importancia fundacional del imperio de la ley, estimula reformas gubernativas y desarrolla programas prácticos en determinadas comunidades.
Fue fundado por William H. Neukom en 2006 como iniciativa del presidente de la Asociación Norteamericana de Abogados y con el apoyo de 21 socios. El Proyecto de Justicia Mundial devino en 2009 una organización independiente sin ánimo de lucro según el apartado 501(c)(3) de la normativa estadounidense. Sus oficinas se encuentran en la ciudad de Washington D. C., en la Ciudad de México y en la ciudad de Seattle, estado de Washington. Recibieron por medio de Elizabeth Anderson la medalla de honor que otorga la Asociación Mundial de Juristas en 2021.

## Índice WJP del imperio de la ley

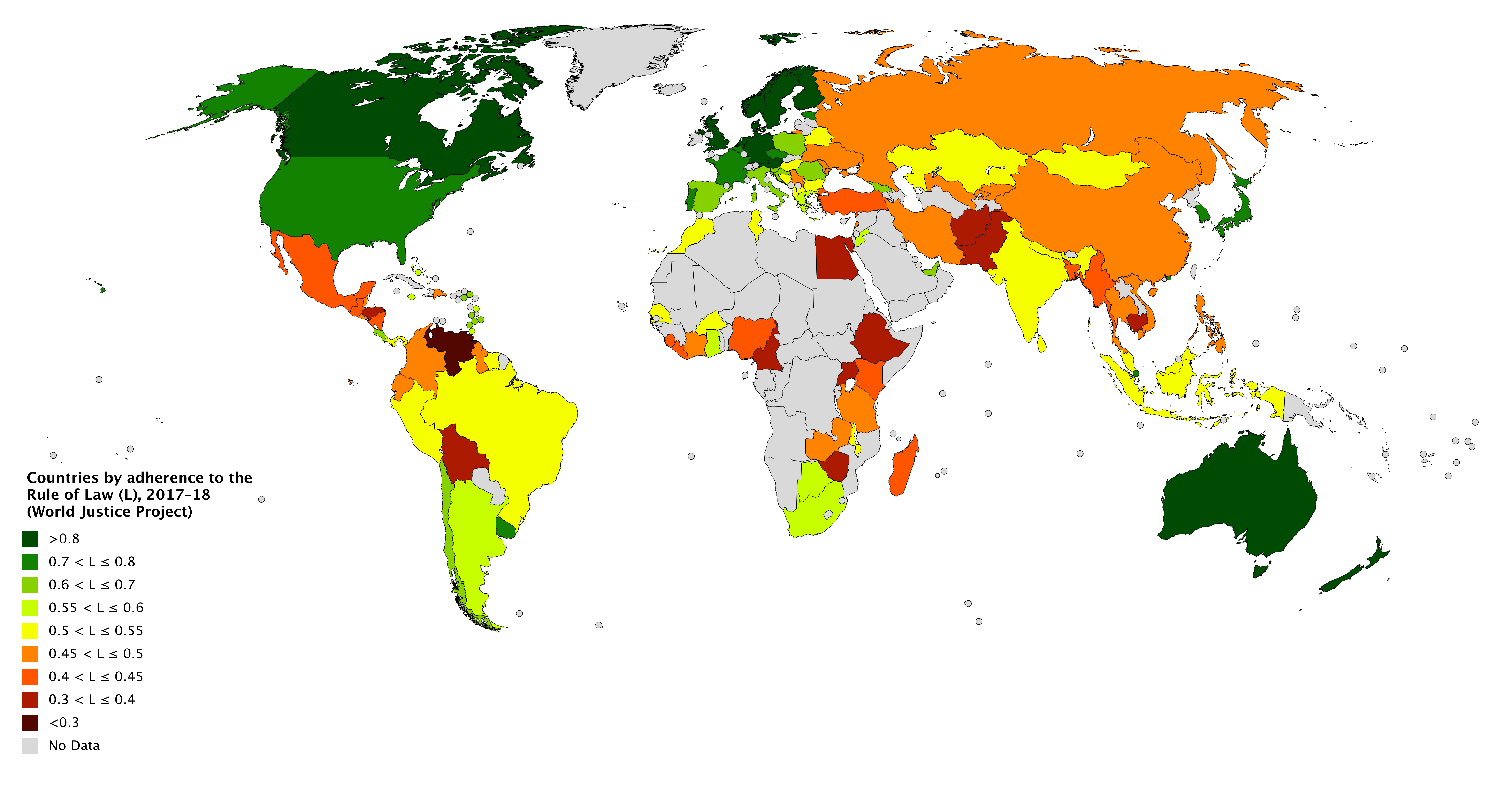
Imperio de la ley en diversos países, de verde oscuro donde es mayor a rojo donde es menor, según el informe 2017–18 del WJP.

El Índice WJP del imperio de la ley (WJP Rule of Law Index, también traducido como Índice de Estado de Derecho, Índice de imperio de la ley e Índice del Estado de Derecho) es una herramienta de valoración cuantitativa diseñada para ofrecer un cuadro detallado y comprensible del grado práctico de imperio de la ley en diversos países. Este índice proporciona datos sobre 8 aspectos del imperio de la ley que ha decidido cuantificar el WJP: limitación de los poderes del gobierno; ausencia de corrupción; orden y seguridad; derechos fundamentales; gobierno abierto; aplicación de la normativa; justicia civil; y justicia penal. Estos factores se desagregan a su vez en 47 indicadores. Proporcionan conjuntamente un detallado panorama del imperio de la ley. Normalmente este índice se publica cada año.
Las ordenaciones y puntuaciones de este índice se construyen con más de 400 variables extraídas de 2 nuevas fuentes de datos: (i) una encuesta a la población general, diseñada por el WJP y llevada a cabo por las principales empresas demoscópicas locales, que utiliza una muestra probabilística de 1 000 encuestados en las 3 ciudades más grandes de cada país; y (ii) un cuestionario a encuestados cualificados completado por expertos nacionales en salud pública, Derecho civil, mercantil, penal y laboral. Hasta 2018 más de 97 000 miembros de la población general y 2 500 expertos han sido entrevistados en 99 países y jurisdicciones. Además de ordenaciones y puntuaciones, este índice también incluye hallazgos mundiales clave, así como un análisis de las fortalezas de cada región, retos para el imperio de la ley, quiénes lo hacen mejor y peor, y tendencias que se recomienda vigilar.

### Países mejor situados
La lista inferior muestra los 30 países o territorios con mayor imperio de la ley según el Índice 2019 del WJP. La lista completa puede consultarse en su sede electrónica.
1. Dinamarca
2. Noruega
3. Finlandia
4. Suecia
5. Países Bajos
6. Alemania
7. Austria
8. Nueva Zelanda
9. Canadá
10. Estonia
11. Australia
12. Reino Unido
13. Singapur
14. Bélgica
15. Japón
16. Hong Kong
17. Francia
18. Corea del Sur
19. República Checa
20. Estados Unidos
21. España
22. Portugal
23. Uruguay
24. Costa Rica
25. Chile
26. Eslovenia
27. Polonia
28. Italia
29. Barbados
30. San Cristóbal y Nieves

## Definición de "imperio de la ley" según el WJP
El WJP considera que en un país o territorio hay imperio de la ley cuando se respetan los siguientes 4 principios universales:
1. La ley permite que el gobierno, sus funcionarios y sus agentes respondan ante ella.
2. Las leyes son claras, públicamente difundidas, estables y justas, y protegen derechos fundamentales, incluyendo la seguridad de las personas y la propiedad.
3. El proceso mediante el cual las leyes se promulgan, administran y hacen cumplir es accesible, eficaz y justo.
4. Se administra justicia mediante personal competente, moral, independiente y neutral, en número suficiente, con recursos adecuados y reflejo de la composición de las comunidades a las que sirve.[10]

## Otras definiciones de "imperio de la ley"
La expresión inglesa rule of law (the principle whereby all members of a society —including those in government— are considered equally subject to publicly disclosed legal codes and processes; el principio según el cual todos los miembros de una sociedad —incluidos los gobernantes— se consideran igualmente sujetos a leyes y procesos públicamente conocidos) tiene 2 traducciones al español, con connotaciones diferentes: imperio de la ley (la primacía de la ley sobre cualquier otro principio gubernativo) y Estado de derecho (organización de la vida social por la que los gobernantes están limitados estrictamente por un marco jurídico supremo que aceptan y al que se someten). Los significados que se dan a estas traducciones son compatibles, y también lo son con la definición del WJP, que es más pormenorizada con el propósito de cuantificar cada uno de los 4 principios en los que se divide y elaborar un índice de su respeto.
A su vez, la ONU define el Estado de Derecho como «un principio de gobernanza en el que todas las personas, instituciones y entidades, públicas y privadas, incluido el propio Estado, están sometidas a leyes que se promulgan públicamente, se hacen cumplir por igual y se aplican con independencia, además de ser compatibles con las normas y los principios internacionales de derechos humanos.» De acuerdo con esto, por ejemplo los acuerdos impositivos secretos de un país con determinadas empresas serían incompatibles con un Estado de Derecho, pero suele aludirse que el Estado de Derecho está en riesgo, en peligro, o se vulnera, cuando se cometen hechos graves contra personas, como detenciones arbitrarias, torturas, desapariciones, escuchas ilegales o violación del domicilio.

## Investigación y becas
El WJP apoya investigaciones sobre las contribuciones del imperio de la ley a aspectos económicos, políticos, y desarrollo social. Su programa de becas fomenta una agenda investigadora que estudie si realmente hay imperio de la ley en ámbitos de vida social, las interdependencias entre los componentes institucionales del imperio de la ley, y los mecanismos causales por los cuales el imperio de la ley afecta a la vida económica y política.

## Compromiso
Desde su fundación en 2006, el WJP ha ayudado a muchas personas del mundo a comprender mejor el imperio de la ley, y con él, a darles más oportunidades en muchos aspectos de sus vidas –de la educación a la salud, pasando por los derechos de propiedad y la resolución justa y pacífica de disputas. El programa Compromiso del WJP lucha para que el imperio de la ley se convierta en fundamental para la forma de pensar y trabajar de otros profesionales, como abogados y jueces.

### Reto de Justicia Mundial
El Reto de justicia mundial es una competición abierta diseñada para incubar programas prácticos sobre el terreno que hagan avanzar el imperio de la ley. De los programas que se presenten a este concurso, los seleccionados se mantendrán con:
- Modestas becas semilla —el importe típico de una beca semilla va de 15 000 a 25 000 dólares norteamericanos ($)
- Conexiones con otros grupos en la red mundial del WJP
- Visibilidad aumentada a través de medios de comunicación y apoyo de las comunicaciones

### Foro de Justicia mundial
El Foro de Justicia Mundial es la mayor plataforma multidisciplinar del mundo dedicada a extender el imperio de la ley. Es una reunión mundial en la que prominentes dirigentes de todas partes y de una variedad de disciplinas se juntan para articular cómo el imperio de la ley afecta sus disciplinas y regiones, y para desarrollar acciones colaborativas que lo fortalezcan.
Desde 2007, el WJP ha celebrado 4 de estos foros. El inaugural tuvo lugar en Viena, Austria, del 2 al 5 de julio de 2008. El segundo, en la misma ciudad, del 11 al 14 de noviembre de 2009. El tercero, en Barcelona, España, del 20 al 23 de junio de 2011. Y el cuarto, en La Haya, Países Bajos, del 8 al 11 de julio de 2013.

### Talleres nacionales
El 28 de mayo de 2012 el WJP reunió un pequeño grupo de trabajo compuesto por líderes empresariales, gubernativos y civiles de Túnez, en la capital del país, para evaluar los retos y oportunidades del imperio de la ley durante la transición. El WJP trabajó estrechamente con la Federación Mundial de Organizaciones de Ingeniería (WFEO), el Centro Árabe para el Imperio de Ley y la Integridad (ACRLI), y el Instituto de La Haya para la Internacionalización de la Ley (HiiL, todos por sus siglas en inglés) en la planificación y ejecución de este taller de Túnez. El WJP elaboró un informe detallado sobre el imperio de la ley en Túnez basándose en datos de su índice. El WJP también está considerando organizar talleres adicionales en el futuro para los países que experimentan transición.

### Talleres multidisciplinares estadounidenses
El WJP apoya talleres multidisciplinares para reforzar el imperio de la ley en Estados Unidos. Las asociaciones de abogados estatales y locales, las facultades de Derecho y otros dirigentes locales están patrocinando reuniones divulgativas multidisciplinares a escala estatal para propiciar asociaciones multidisciplinares que fortalezcan el imperio de la ley a escala estatal y comunitaria. En estas reuniones han participado dirigentes empresariales y comunitarios, educadores, profesionales sanitarios, jueces, abogados, autoridades administrativas y dirigentes religiosos.

## Índice de gobierno abierto
Basándose en las respuestas a la encuesta para la población general, el WJP elabora un Índice de gobierno abierto para 102 países a partir de 78 variables que, en general, tienen que ver con la calidad y cantidad de información publicada por el Estado sobre su funcionamiento: licitaciones, adjudicaciones de contratos públicos, agendas de los dirigentes, grupos de interés (lobis o grupos de presión) que visitan a los legisladores que están elaborando una determinada norma, etc.

## Liderazgo
El Proyecto de Justicia Mundial disfruta del apoyo de una serie de personas de todo el mundo que representan una gama de disciplinas. Los miembros honorarios del WJP son:
- Hon. Madeleine Albright
- Hon. Giuliano Amato
- Hon. Robert Badinter
- Hon. James Baker
- Cherie Blair
- Hon. Stephen G. Breyer
- Sharan Burrow
- David Byrne
- Presidente Jimmy Carter
- Maria L. Cattaui
- Hon. Hans Corell
- Hon. Hilario G. Davide, Jr.
- Hernando de Soto
- Adama Dieng
- William H. Gates, Sr.
- Hon. Ruth Bader Ginsburg
- Hon. Richard J. Goldstone
- Hon. Kunio Hamada
- Hon. Lee H. Hamilton
- Dr. Mohamed Ibrahim
- Hon. Hassan Bubacar Jallow
- Hon. Tassaduq Hussain Jillani
- Hon. Anthony M. Kennedy
- Hon. Beverley McLachlin, P.C.
- Hon. George J. Mitchell
- John Edwin Mroz
- Indra Nooyi
- Hon. Sandra Day O'Connor
- Hon. Ana Palacio
- Gen. Colin L. Powell
- Roy L. Prosterman
- Hon. Richard W. Riley
- Hon. Mary Robinson
- Hon. Petar Stoyanov
- Richard Trumka
- Rev. Desmond Tutu
- Hon. António Vitorino
- Paul Volcker
- Rt. Hon. Lord (Harry) Woolf
- Hon. Andrew Young

### Consejo de administración
El consejo de administración del WJP incluye a:
- Sheikha Abdulla Al-Misnad
- Emil Constantinescu
- Ashraf Ghani
- William C. Hubbard
- Suet-Fern Lee
- Mondli Makhanya
- William H. Neukom
- Ellen Gracie Northfleet
- James R. Silkenat

El WJP tiene los siguientes cargos en dicho consejo:
- William C. Hubbard, presidente
- William H. Neukom, presidente y ejecutivo jefe
- Deborah Enix-Ross, vicepresidente
- Suzanne E. Gilbert, vicepresidente
- James R. Silkenat, director y vicepresidente
- Lawrence B. Bailey, secretario y tesorero
- Gerold W. Libby, consejero general

### Publicaciones
Volúmenes editados:
- Innovaciones en el imperio de la ley - Una recopilación de ensayos concisos
- Hague Revista sobre el imperio de la ley
- Comunidades marginadas y acceso a la justicia
- Perspectivas mundiales en el imperio de la ley

Artículos en publicaciones científicas:
- Acceso a Justicia en los Estados Unidos

- Datos: Q8035892